# Sleeping Dogs (film, 1977)
Pour les articles homonymes, voir Sleeping Dogs (homonymie).
Pour plus de détails, voir Fiche technique et Distribution.
Sleeping Dogs (titre québécois : Coup d'État) est un film néo-zélandais réalisé par Roger Donaldson, sorti 1977. Adapté du roman Smith's Dream de C. K. Stead, il s'agit du premier film du réalisateur. Il met en scène Sam Neill, Tony Martin et Warren Oates.

## Synopsis
Dans un futur proche, la Nouvelle-Zélande est plongée dans un climat de peur. L'économie s'est effondrée. Le pays est devenu un état policier et un gouvernement fasciste a instauré la loi martiale. Des brigades spéciales sont chargés d'éliminer tous les opposants au régime. C'est dans ce contexte que Smith se rend compte que sa femme le trompe, avec un dénommé Bullen. Il décide alors de la quitter et d'enfin vivre sa vie. Il s'installe avec son chien sur la paisible péninsule de Coromandel. Mais sa tranquillité ne va pas durer.

## Fiche technique
Sauf indication contraire, les informations mentionnées dans cette section peuvent être confirmées par la base de données cinématographiques IMDb,  présente dans la section « Liens externes ».
- Titre original : Sleeping Dogs
- Titre québécois : Coup d'État
- Réalisation : Roger Donaldson
- Scénario : Ian Mune et Arthur Baysting, d'après le roman Smith's Dream de C. K. Stead (en)
- Direction artistique : Roger Donaldson et Ian Mune
- Costumes : Lesley McLennan et Craig McLeod
- Photographie : Michael Seresin
- Montage : Ian John
- Musique : Mathew Brown, David Calder et Murray Grindlay
- Production : Roger Donaldson, Larry Parr (producteur associé)
- Sociétés de production : Aardvark Films et Broadbank Films, avec la participation de la New Zealand Film Commission et du New Zealand Queen Elizabeth II Arts Council
- Société de distribution : Aardvark Films (Nouvelle-Zélande)
- Budget : N/A
- Pays de production :  Nouvelle-Zélande
- Langue originale : anglais
- Format : couleur - 1.85:1 - 35 mm - son monophonique
- Genre : thriller, action, dystopie
- Durée : 107 minutes
- Dates de sortie[1] :
  - Nouvelle-Zélande : 6 octobre 1977 (avant-première à Auckland)
  - Australie : 13 juillet 1978

## Distribution
- Sam Neill : Smith
- Nevan Rowe : Gloria
- Ian Mune : Bullen
- Warren Oates : le colonel Willoughby
- Clyde Scott : Jesperson
- Bill Johnson : Cousins
- Don Selwyn : Taupiri
- Davina Whitehouse (en) : Elsie

## Production
Le scénario est adapté du roman Smith's Dream de C. K. Stead, publié en 1971.
Le réalisateur Roger Donaldson souhaitait Jack Nicholson pour le rôle du colonel Willoughby. Mais l'agent de ce dernier a refusé en voyant que c'était un film à petit budget. Le rôle revient donc à Warren Oates. Le film marque par ailleurs l'un des premiers rôles de Sam Neill.
Le tournage a lieu en Nouvelle-Zélande.
Il s'agit du premier film néo-zélandais tourné au format 35 mm[réf. nécessaire].

## Sortie et postérité
Sleeping Dogs sort en 1977 en Nouvelle-Zélande, puis l'année suivante en Australie. Il est le premier film néo-zélandais à être distribué aux États-Unis. Il est présenté à New York en février 1982. Le film est par ailleurs présenté en compétition officielle au Festival du film de Taormine 1978 en Italie.
Le film sera plus tard inclus dans l'ouvrage 1001 films à voir avant de mourir de Steven Jay Schneider.